# Molibdenita

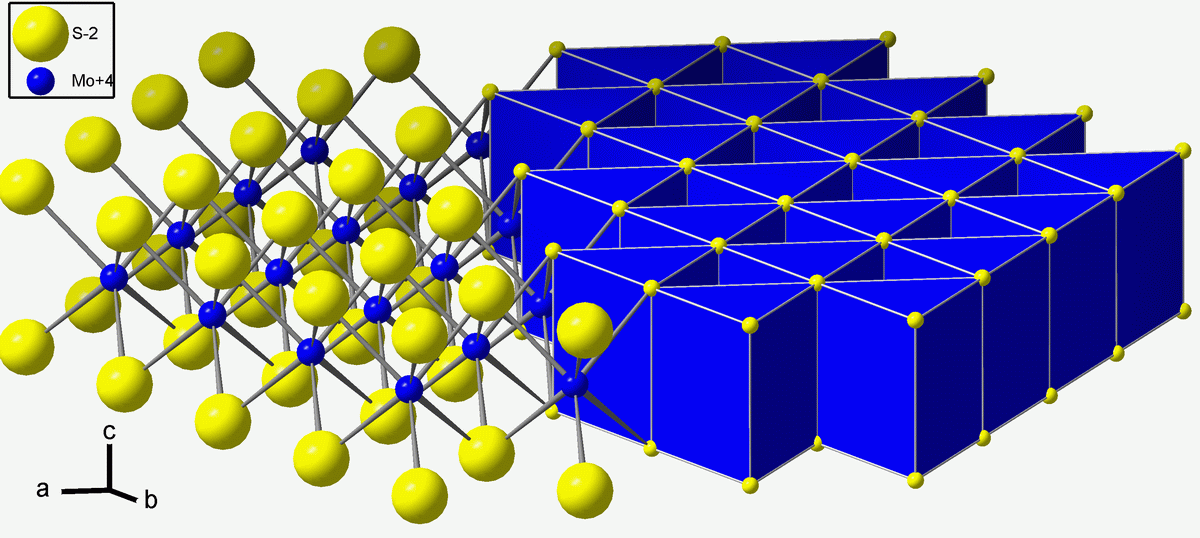
Estructura cristalina de la molibdenita.

La molibdenita es un mineral del grupo III (sulfuros), según la clasificación de Strunz; es un disulfuro de molibdeno (MoS2). Es de apariencia y de tacto similar al grafito; y también posee propiedades lubricantes que son consecuencia de su estructura de capas. La estructura atómica consiste en láminas de átomos de molibdeno contenidos entre láminas de átomos de azufre. Las uniones Mo-S son fuertes, pero la interacción entre átomos de azufre entre las capas superiores e inferiores de un conjunto de tres láminas es débil, lo que produce un efecto de fácil deslizamiento a la vez que planos de exfoliación.
La molibdenita se produce en depósitos minerales hidrotermales de alta temperatura. Entre los minerales asociados a ella se encuentran la pirita, la calcopirita, el cuarzo, la anhidrita, la fluorita y la scheelita. Entre los depósitos más importantes se cuentan los depósitos de pórfidos de molibdeno diseminados en Questa, Nuevo México, EE. UU., y en las minas Henderson y Climax en Colorado, EE. UU.. La molibdenita también puede presentarse junto a depósitos de pórfido de cobre como ocurre en Arizona y Utah en EE. UU., y en México.
El elemento renio siempre se encuentra presente en la molibdenita como un substituto del molibdeno, por lo general en cantidades de algunas partes por millón (ppm) (aunque a menudo puede estar en concentraciones de hasta 1–2%). Un alto contenido de renio puede ser detectado mediante técnicas de difracción de rayos X. Los minerales de molibdenita son prácticamente la única fuente de renio. La presencia del renio-187, un isótopo radioactivo, y su isótopo derivado osmio-187 resultan en una útil técnica de fechado geocronológico.

## Historia
- Molibdenita-2H (politipo común): descrito por Carl Wilhelm Scheele, en 1778. El nombre deriva del griego Molybdos que designaba el plomo. Este término fue común a muchos minerales de brillo metálico que podían contener plomo, grafito o antimonio.
- Molibdenita-3R (politipo raro): descrito por  Trail en 1963, a partir de muestras de Mina Con, Yellowknife (Territorios del Noroeste, Canadá). Las muestras tipo son, para este politipo, conservadas en el Geological Survey de Canadá, Ottawa, Canadá, N.º 12112.

## Semiconductor
Las escamas multicapas de molibdenita son semiconductoras con un salto de banda indirecto. Por comparación, las escamas monocapa poseen un salto de banda directo. La molibdenita monocapa posee una buena movilidad de portadores de carga y puede ser utilizada para crear transistores pequeños o de bajo voltaje posiblemente de manera más simple que utilizando grafeno.
Los transistores pueden emitir luz y podrían ser utilizados en electrónica óptica.